# 趙之屏
趙之屏（1511年—？年），字憲甫，四川順慶府南充縣人，民籍。

## 生平
十二月十四日生，行一，治《詩經》，由國子生中式四川鄉試第七名舉人，年二十八歲中式嘉靖十七年戊戌科會試第一百四十五名，第三甲第一百三十七名進士。二十五年（1546年）任湖广岳州府知府，升本省按察司副使，三十二年十二月以平苗寇功升俸一级，进布政使司参政，因回乡时间太长，被巡抚冯岳弹劾，被降二级别用。

## 家族
曾祖趙永富；祖趙廷爵；父趙愷；母師氏。具慶下，妻韓氏，弟之翰；之藩；之綱；之紀。